# کامرون (کشتی‌گیر)
کامرون (انگلیسی: Cameron؛ زادهٔ ۳ نوامبر ۱۹۸۷) کشتی‌گیر کشتی حرفه‌ای و تهیه‌کننده تلویزیونی اهل ایالات متحده آمریکا است.